# Mas de Bofarull (Reus)
El Mas de Bofarull és un edifici del municipi de Reus (Baix Camp) inclòs en l'Inventari del Patrimoni Arquitectònic de Catalunya.

## Descripció
Edifici aïllat i unifamiliar de planta rectangular. Està format per planta baixa, dos pisos i terrat a la part davantera. A la part posterior té coberta amb teula àrab. Al costat hi ha adossada la capella, de la mateixa alçada, d'una sola crugia, planta rectangular, nau de tres trams, voltes de mig punt i portalada amb dos ulls de bou a sobre. La façana principal és de composició simètrica a partir de tres obertures a la planta baixa que es repeteixen en les altres dos. La façana sud és una galeria doble amb arcs de mig punt i balustres ceràmics que tanquen de manera còncava les terrasses del primer pis. L'interior presenta paviment de gres i rajola rústica, i embigat de fusta. Les parets exteriors estan estucades i amb esgrafiat. Inclou un jardí clos. L'entrada és a prop del gran i conegut pi que porta el nom de la família. S'accedeix al mas per un caminal que era plantat de plataners, tallat ara per la nova variant de l'autovia. L'edifici es troba actualment abandonat i força enrunat, però és llegible encara la seva estructura i composició.

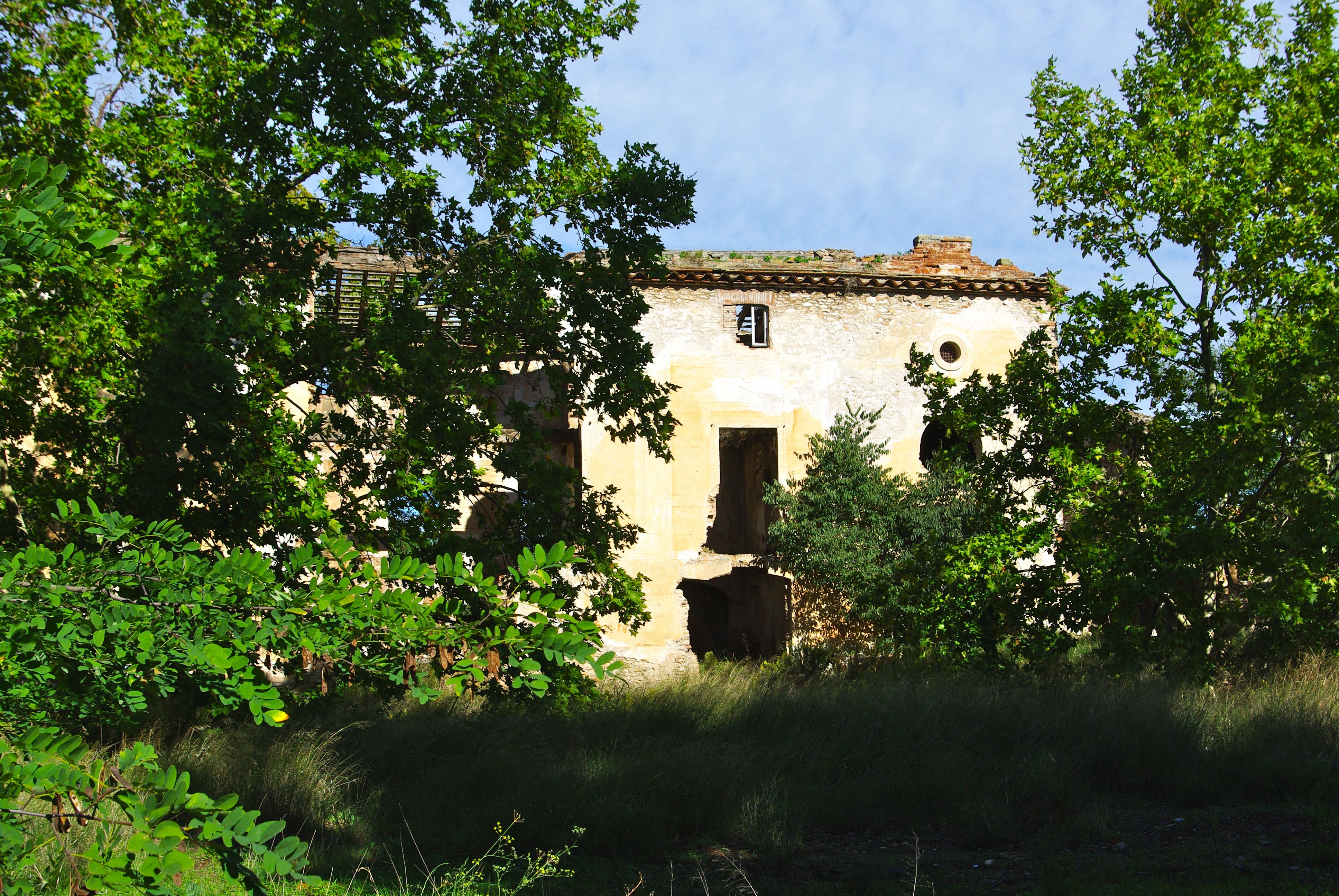
Mas de Bofarull. Façana

## Història
És una de les grans masies a la regió meridional del terme, a la Raureda, amb un gran terreny que l'acompanya. La masia, notable, actualment rònega i en procés de degradació. Ocupa l'espai comprès entre la part final del barranc del Cementiri i la Riera del Pi de Bofarull. La travessa la carretera de Tarragona i, novament el bocí de la mateixa carretera construït fa poc per desviar el transit de les proximitats del Camp d'Aviació. Té, a l'Est el mas de Nicolau, una altra gran hisenda. Pertanyia a la família reusenca dels Bofarull, propietaris també del palau Bofarull. La primera data històrica es troba en una relació dels masos del terme de Reus de l'any 1850, registrat com "Huerto primero de Dª Josefa Bofarull y segundo de D. Próspero de Bofarull", a dues-centes passes de distància l'un de l'altre. És una clara mostra de residència rural del segle xviii. En el seu jardí hi havia dues fonts, una d'elles dedicada a la Puríssima Concepció. Molt a la vora, a la riera, hi ha el Pi de Bofarull.